# شریح قاضی
شریح بن الحارث بن قیس الکندی معروف به شریح قاضی (متوفی ۶۹۷ میلادی) یکی از تابعین بود که در یمن در زمان حیات محمد اسلام را پذیرفت، اگرچه هرگز او را ملاقات نکرد. در زمان حکومت ابوبکر به کوفه در عراق نقل مکان کرد. او به عنوان قاضی خدمت می‌کرد و به عدالت و قضاوت خوب مشهور بود و در ادب و شعر شهرت داشت. علی بن ابی طالب دربارهٔ او گفت: شریح قاضی عرب است.

## اسلام
اسلام آوردن او پنج سال قبل از رحلت پیامبر اسلام بود، برخی مانند ابن حجر گزارشی از ملاقات کوتاه او با پیامبر اسلام آورده و  او را جزء صحابه محسوب کرده اند. اما برخی دیگر مانند  ذهبی وی را از پیروان می داند و نه از صحابه و دیدارش با  محمد را رد می کند. 

## به عنوان قاضی
شریح مشهورترین فقیه در صدر اسلام به حساب می‌آید.
عمر او را در حالی که جندان شناخته شده نبود به منصب قاضی کوفه گمارد  شریح در زمان انتخاب شدن به سمت قاضی کوفه، متولی شهر مدینه بود. مطابق روایت ابن حجر عسقلانی که سن شریح را به هنگام رسیدن به منصب قضاوت کوفه ۴۰ سال بود. خلفای پس از عمر او را تأیید کردند، و تا زمان عبدالملک بن مروان حدود شصت سال تا یعنی تا زمان خلافت عبدالملک بن مروان در این سمت باقی ماند. در زمان حکومت حجاج ثقفی بر عراق در سال ۷۷ هجری قمری خود را از قضاوت معاف کرد و تا یک سال پس از آن عمر کرد. وی در زمان مرگ ۱۰۸ سال داشت.

## نقش در کربلا
اولین مداخله شریح در آغاز قیام حسین، مربوط به بیعت هفتاد تن از بزرگان کوفه همچون: حبیب بن مظاهر، محمد بن اشعث، مختار ثقفی، عمر بن سعد و دیگران در حضور شریح و شاهد گرفتن وی بر هواداری خاندان علی و دعوت از حسین برای سپردن حکومت کوفه به او بود. اما شریح به محض ورود عبیدالله به کوفه در دارالاماره او حضور یافت و بدون در نظر گرفتن تعهد اش بر وفاداری با خاندان علی، به جرگه مخالفان آن‌ها پیوست و یکی از مشاوران عبیدالله گردید
در ماجرای دیگری، از نقش شریح به عنوان پیام رسان عبیدالله به هانی بن عروه، در رابطه با رساندن خبر زنده بودن هانی و پراکنده شدن آن‌ها از اطراف دارالاماره، یاد شده است.
فتوایی منتسب به شُرَیح قاضی در زمان وقوع حادثه کربلا است که مضمون آن جواز کشتن حسین بن علی است. برخی از عالمان و پژوهشگران شیعه بر این نظر هستند که  این فتوا در منابع قدیمی نیامده و آن را بی‌اساس و ساختگی می‌دانند. اما برخی نیز مانند قاضی طباطبائی نیز در کتاب تحقیق دربارهٔ اربعین منابع این فتوا را کاملاً بی‌ارزش می‌داند.
متن فتوای منسب به شریح :
«به‌درستی که حسین بن علی در میان مسلمانان تفرقه افکند و با امیرالمومنین (یزید) مخالفت کرده و از دین خارج شده است. این مطلب برای من ثابت و محقق شده است. پس حکم کردم به دفع و کشتن او برای حفظ شریعت پیامبر اسلام.»

## در رسانه
1. محمد عارف نژاد:روایت عشق
2. پرویز شاهین خو:معصومیت از دست رفته
3. انوشیروان ارجمند:رستاخیز
4. جهانگیر الماسی: طفلان مسلم